# Aleš z Březí
Aleš z Březí, který se psal podle hrádku Březí nedaleko Týna nad Vltavou, pocházel z nižší šlechty. Dal se na duchovní dráhu a v roce 1413 se stal vyšehradským kanovníkem. Patřil k okruhu důvěrníků kolem českého krále Václava IV. Dne 3. října 1416 ho Václav IV. dosadil jako biskupa do Olomouce, i když tamní kapitulou byl biskupem již předtím zvolen Jan XII. Železný. Jeho dosazení však králi povolný biskup Konrád z Vechty potvrdil. Dne 29. listopadu 1416 kališníci, v čele se zemským hejtmanem Lackem z Kravař, uvedli Aleše z Březí násilně do olomoucké katedrály. Mnozí olomoučtí kanovníci byli pronásledováni až do roku 1419. Duchovenstvo stálo na straně Jana Železného, zatímco světská moc na straně Aleše z Březí. Arcibiskup Konrád požádal kostnický koncil o potvrzení Alešovy volby, avšak koncil toto odmítl.
Nový papež Martin V. spor vyřešil směnou, když 14. února 1418 potvrdil Jana Železného biskupem v Olomouci a Aleše z Březí biskupem v Litomyšli. Když dne 2. května 1421 přitáhla k Litomyšli vojska Jana Žižky a město obsadila, podařilo se biskupu Alešovi uprchnout na Moravu a usadil se ve Svitavách. V březnu roku 1425 oblehli husité biskupský hrad a jeho dobytím došlo k faktickému zániku litomyšlského biskupství, ač právně existovalo ještě do poloviny 16. století. Aleš z Březí zemřel až roku 1442. 

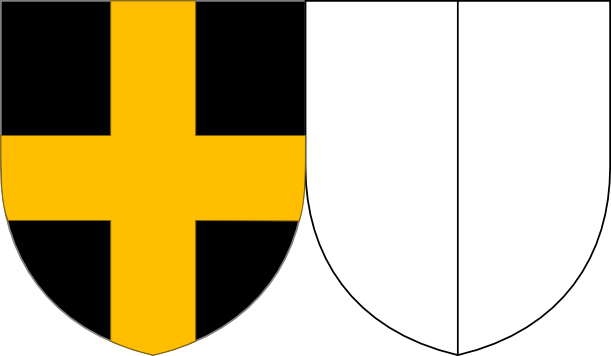
Znak biskupa Aleše z Březí